# Curtis Wright CW-2
Curtis Wright CW-2 – lekki helikopter współosiowy/samochód latający zaprojektowany i zbudowany około 1945 roku w Curtis Wright Aeronautical Corporation (niezwiązana w żaden sposób ze znacznie większą i bardziej znaną Curtiss-Wright Corporation). Pojazd, nazywany też Flymobile i Wekcopter, napędzany był 90-konnym silnikiem Franklin 4AC199. Losy i osiągi maszyny nie są znane.